# Kutadgu Bilig
Kutadgu Bilig (în română Cunoașterea care aduce bucurie) este o lucrare din secolul al XI-lea scrisă de Yusuf Balasaguni, dedicată unuia dintre principii din Kaxgar. Lucrarea este reprezentativă pentru reflectarea culturii și obiceiurilor din Hanatul Kara-Hanid. 
Lucrarea este scrisă în dialectul local al turcicii vechi, din care ulterior se vor desprinde toate limbile turcice (cu excepția ciuvașei). Kutadgu Bilig reprezintă o sursă importantă pentru identificarea schimbărilor lingvistice timpurii care ulterior vor duce la formarea familiilor de limbi turcice.